# Lars Åby
Lars Åby, född  22 september 1939, död 1 november 2009, var en svensk natur- och dokumentärfilmare. 
Han var natur- och dokumentärfilmare, som bland annat skildrade den svenska Ymerexpeditionen i tre TV-program 1980. 1971 producerade han trilogin Polareskimåer om de grönländska polarinuiterna. Filmerna fick en uppföljning 1998 då han gjorde Vision Man tillsammans med William Long.
Han var gift med Inger Åby.

## Filmografi
- 1964 – Barn i by
- 1967 – Expedition Yukon
- 1971 – Polareskimåer
- 1973 – Rundö
- 1980 - Ymerexpeditionen
- 1998 - Vision Man

## Utmärkelser
- 2002 – Parling-priset